# La Bretonnière-la-Claye
La Bretonnière-la-Claye ist eine französische Gemeinde mit 587 Einwohnern (Stand 1. Januar 2022) im Département Vendée in der Region Pays de la Loire. Sie gehört zum Arrondissement Fontenay-le-Comte und zum Kanton Mareuil-sur-Lay-Dissais. Die Einwohner werden Bretons bzw. Clayois genannt.

## Geographie
La Bretonnière-la-Claye liegt etwa 20 Kilometer südsüdöstlich von La Roche-sur-Yon. Der Lay begrenzt die Gemeinde im Westen und Nordwesten, in den hier im Nordwesten der Yon mündet. Das Gemeindegebiet liegt im Regionalen Naturpark Marais Poitevin. Umgeben wird La Bretonnière-la-Claye von den Nachbargemeinden La Couture im Norden, Péault im Norden und Nordosten, Les Magnils-Reigniers im Osten, Chasnais im Südosten, Lairoux im Süden, Curzon und Saint-Cyr-en-Talmondais im Südwesten, Saint-Vincent-sur-Graon und Le Champ-Saint-Père im Westen und Nordwesten sowie Rosnay im Nordwesten.

## Geschichte
Im Jahr 2000 wurden die bis dahin eigenständigen Kommunen La Bretonnière und La Claye zur heutigen Gemeinde vereinigt.

## Bevölkerungsentwicklung
| Jahr                      | 1962 | 1968 | 1975 | 1982 | 1990 | 1999 | 2006 | 2013 |
| Einwohner                 | 363  | 332  | 295  | 325  | 403  | 442  | 614  | 604  |
| Quelle: Cassini und INSEE |      |      |      |      |      |      |      |      |

## Sehenswürdigkeiten
Siehe auch: Liste der Monuments historiques in La Bretonnière-la-Claye
- Kirche Notre-Dame-de-l'Assomption in La Bretonnière
- Kirche Saint-Hilaire in La Claye

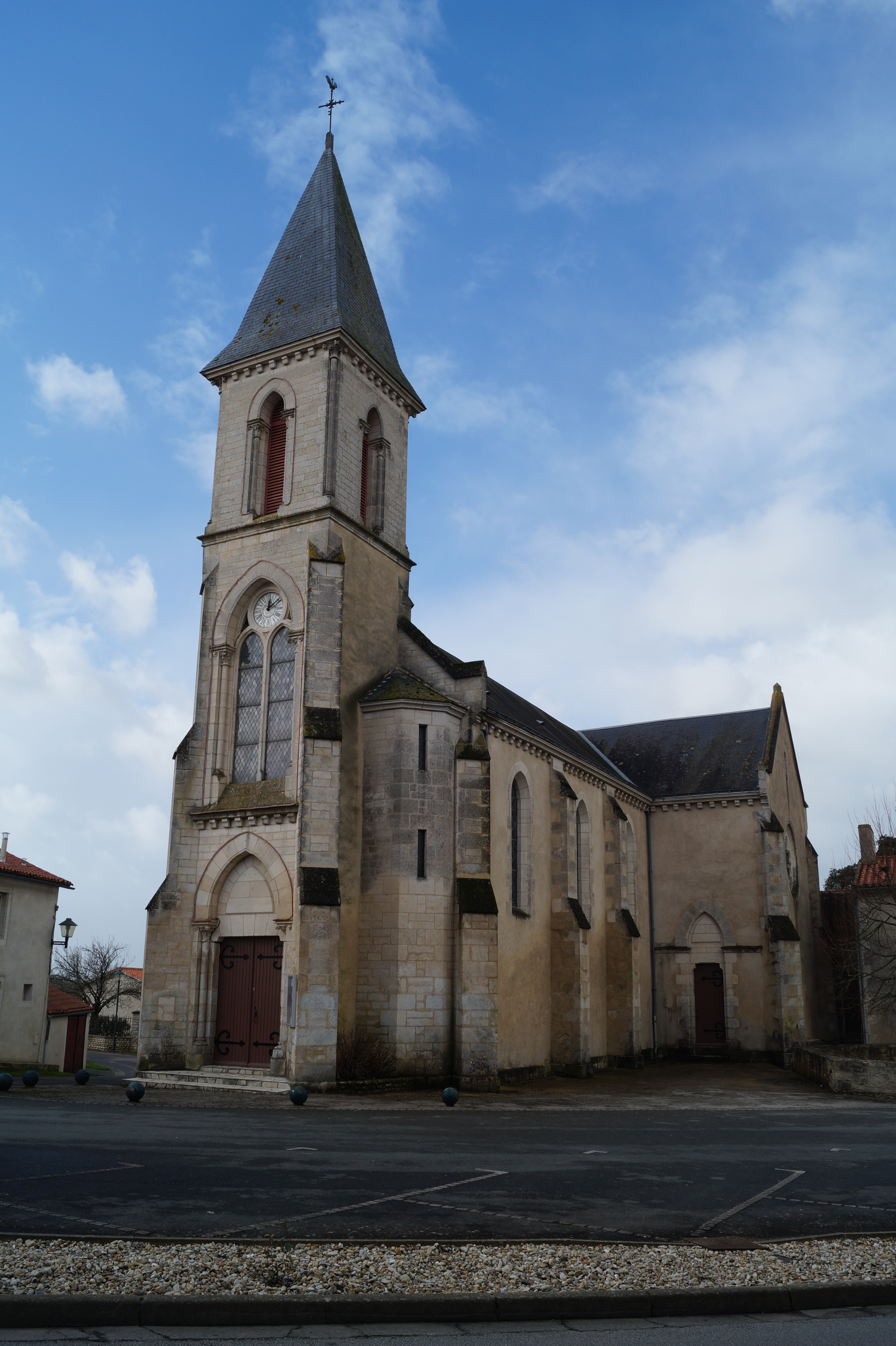
Kirche Notre-Dame-de-l'Assomption
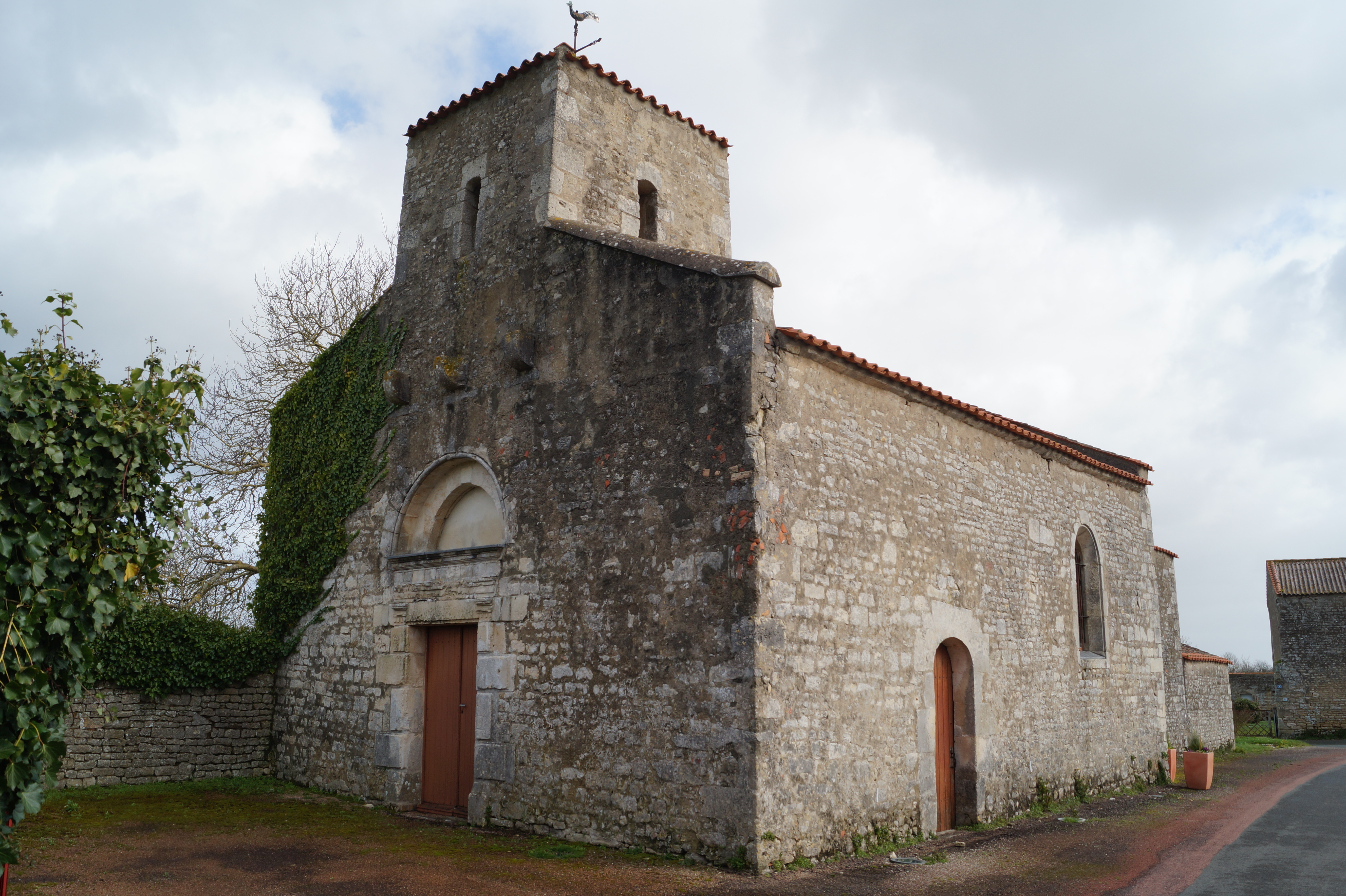
Kirche Saint-Hilaire